# 呂蓉茵
呂蓉茵（葡萄牙語：Florence LOI Ion Ian，1985年—），是2008年威尼斯人澳門小姐競選冠軍。
呂蓉茵曾就讀東南學校、培正中學，其後升讀旅遊學院，並於2007年畢業後成為市場營運部培訓導師。
呂蓉茵在2008年參選選美活動——澳門小姐，決賽當晚奪得冠軍外，也是「最上鏡小姐」；呂蓉茵是繼1998年澳門小姐羅慧雲後首位澳門小姐。根據澳門小姐的獎品，呂蓉茵將會獲得一份電視廣播有限公司的藝員合約。
2008年，呂蓉茵代表澳門參加2008年度國際小姐競選；翌年1月17日參加2009年度國際中華小姐競選，8月到河南鄭州參選國際旅遊小姐，獲選為亞洲皇后亞軍。